# Infinite synthesis
infinite synthesis – album studyjny japońskiego zespołu fripSide wydany 1 grudnia 2010 nakładem wytwórni Geneon Universal.
Jest to pierwszy album wydany w drugiej fazie zapoczątkowanej w 2009 i szósty w całej aktywności zespołu.

## Lista utworów
| Nr                       | Tytuł                                  | Długość | Uwagi                                                                                 |
| ------------------------ | -------------------------------------- | ------- | ------------------------------------------------------------------------------------- |
| 1                        | only my railgun                        | 4:11    | Utwór z pierwszego openingu anime Toaru kagaku no railgun i z singla only my railgun  |
| 2                        | LEVEL5 -judgelight-                    | 4:20    | Utwór z drugiego openingu anime Toaru kagaku no railgun i z singla LEVEL5-judgelight- |
| 3                        | everlasting                            | 5:07    | Muzyka przewodnia z odcinka OVA anime Oh! My Goddess!                                 |
| 4                        | late in autumn                         | 6:05    |                                                                                       |
| 5                        | future gazer                           | 4:04    | Utwór z singla future gazer i z odcinka OVA anime Toaru kagaku no railgun             |
| 6                        | Kanashii seiza (jap. 悲しい星座)       | 5:56    | Utwór wykonywany przez IKU                                                            |
| 7                        | crossing over                          | 4:11    |                                                                                       |
| 8                        | closest love                           | 4:33    |                                                                                       |
| 9                        | mediations                             | 6:14    |                                                                                       |
| 10                       | trusty snow                            | 5:10    |                                                                                       |
| 11                       | lost answer                            | 5:01    |                                                                                       |
| 12                       | eternal pain                           | 6:13    |                                                                                       |
| 13                       | stay with you                          | 1:41    |                                                                                       |
| Re:product mixes ver.I.S |                                        |         |                                                                                       |
| 1                        | only my railgun [sat vs shiny RMX]     |         |                                                                                       |
| 2                        | LEVEL5 -judgelight- [sat vs shiny RMX] |         |                                                                                       |